# Martins Pena
Luís Carlos Martins Pena (Río de Janeiro, 5 de noviembre de 1815 - Lisboa, 7 de diciembre de 1848) fue un dramaturgo y  diplomático brasileño. Fue el introductor de la comedia costumbrista en Brasil siendo considerado como el "Molière brasileño". 
Su obra caracterizó, con ironía y humor, las gracias y desventuras de la sociedad brasileña y sus instituciones. Es el patrono de la silla 29 de la Academia Brasileña de Letras.